# Sudbrooke
Sudbrooke är en ort och civil parish i Storbritannien.   Den ligger i grevskapet Lincolnshire och riksdelen England, i den sydöstra delen av landet, 200 km norr om huvudstaden London. Sudbrooke ligger 19 meter över havet och antalet invånare är 1 640.
Terrängen runt Sudbrooke är platt, och sluttar österut. Runt Sudbrooke är det ganska tätbefolkat, med 83 invånare per kvadratkilometer. Närmaste större samhälle är Lincoln, 7,3 km sydväst om Sudbrooke. Trakten runt Sudbrooke består till största delen av jordbruksmark.